# Allium apolloniensis
Allium apolloniensis — вид рослин з родини амарилісових (Amaryllidaceae); ендемік Греції.

## Опис
Багаторічник, що не має запаху й смаку часнику. Цибулина яйцеподібно-круглої форми, 14–20 × 10–15 мм; зовнішні оболонки від сіруватих до паперово-білих, білі на внутрішній стороні; внутрішні оболонки від червонувато-коричневих до світло-пурпурувато-рожевих на зовнішній стороні. Цибулинки численні, утворюються взимку і навесні над рівнем землі. Листків 4–6, лінійно-ниткоподібні, похилені, 5–25(32) × 0.1–0.3 см, тупі, помітно ребристі, голі, світло-зелені, обшивають до 4/5 стебла. Стеблина одна, прямостійна, (6)20–35(60) см заввишки, кругла в перерізі, смугаста, діаметром 2–3 мм біля основи, гладка, часто просочена пурпурувато-коричневим або рожевим кольором зверху. Суцвіття (зонтик) півсферичне, 2–4 см впоперек, від нещільного до помірно густого, 6–30 квіткове. Оцвітина вузько дзвінчаста, гладка: листочки 6–7 × 1.6–2 мм, зовнішні ≈ на 0.5 мм довші від внутрішніх, лінійно-довгасті, тупо-шпилясті, від білого до блідо-рожевого кольору, іноді залиті від темно-рожевого до червонуватого або зеленуватого забарвленням на центральній жилці. Пиляки довгасті, ≈ 1 мм, темно-червонувато-пурпурові; пилок пурпуровий. Коробочка 3-клапанна, трикутна, діаметром 4–5 мм, блискуче зелена. Насіння велике, неправильно довгасто-яйцеподібне, ≈ 5 × 2 мм, блискуче чорне. 2n = 4x = 32.

## Поширення
Ендемік Греції. Вид був зібраний на острові Сіфнос і названий за назвою столиці острова Аполонією. Місця існування — скелясті вапняні схили на помірній висоті 40–220 м. Невеликі популяції знайшли укриття в колючих чагарниках від випасу овець і кіз.